# Aneirin
Aneurin, Aneirin ou Neirin mab Dwywei (525 - 600) était un poète brittonique, de l'île de Bretagne, qui passe pour avoir été un poète ou un barde dans la cour de l’un des royaumes bretons du Nord (nord du monde de langue brittonique), situé au sud de l’Écosse d'aujourd'hui, donc loin du Pays de Galles.

## Langue bretonne
Il a composé dans la langue bretonne de son époque (brythoneg), appelée de nos jours brittonique (terme créé au XIXe siècle), ou vieux gallois, dont le gallois moderne est la langue la plus proche. Certains avancent même qu'il aurait composé dans une langue celtique éteinte, le cambrien, ce qui démontrerait qu'il n'y aurait guère de différence entre ce cambrien et le breton du Nord en général et le breton de Galles, appelé par la suite "gallois". Son œuvre est conservée dans un manuscrit du XIIIe siècle connu sous le nom de Llyfr Aneirin (Livre d'Aneurin), dont la langue partiellement modernisée a été retranscrite en gallois moyen.
Selon Jean Markale, Aneurin aurait été fait prisonnier à la bataille de Kattracth et délivré par un fils de Llywarch Hen. Il aurait également été honoré du titre de Pennbardd (« chef des bardes »). Parmi les poèmes contenus dans le Livre d'Aneurin, on peut citer notamment Incantations pour Eidol et Incantations pour Tudvwlch.

## Y Gododdin
Son œuvre la mieux connue est Y Gododdin, une série d’élégies pour les guerriers du royaume breton nordique de Gododdin qui sont tombés contre les Saxons dans la bataille de Catraeth (probablement Catterick en  Yorkshire ou de Dawstane dans Liddlesdale) en 603, bien que les poésies soient très obscures et les interprétations changeantes. L’une des poésies contient ce qu’on pense être la première référence à Arthur à qui un guerrier tombé est comparé. Il se peut qu’Aneirin ait combattu dans cette bataille et y ait été fait prisonnier.
Y Gododdin a été édité et traduit, avec beaucoup d'erreurs, par William Forbes Skene dans ses Four Ancient Books of Wales (Quatre livres antiques du Pays de Galles: 1866), et par Thomas Stephens (1821-1875), édité par la société des Cymmrodorion en 1888. Stephens a cru que le poète était un fils de l’historien Saint Gildas au VIe siècle. Enfin, l'érudit gallois Ifor Williams a édité l'œuvre d'Aneirin définitivement dans son chef-d'œuvre Canu Aneirin (1938).

## Prénom
- Le prénom Aneurin est un prénom assez courant au Pays de Galles, il a été porté par le travailliste Aneurin Bevan, un politicien gallois du XXe siècle.
- On le retrouve en Bretagne continentale sous la forme Nerin, éponyme de Plounérin en Trégor. C'est aussi un prénom porté localement.